# Negative Patenttheorie
Negative Patenttheorie ist ein Sammelbegriff für Thesen, deren Verfechter keine Rechtfertigung eines Patentschutzes anerkennen und damit den Patentschutz ablehnen. Die negative Patenttheorie steht im Gegensatz zu den positiven Patenttheorien, die den Patentschutz bejahen. Es sind dies: die Belohnungstheorie, die Anspornungstheorie, die Veröffentlichungstheorie, die Naturrechtstheorie und die Umgehungstheorie.

## Bedürfnis nach Rechtfertigung der Patentgewährung?
Eine Patentgewährung ist auch bei den Befürwortern des Patentschutzes nicht gänzlich unumstritten. Denn ein Patent verleiht seinem Inhaber ein Ausschließlichkeitsrecht, § 9Satz 1 PatG, bei dem es sich um ein monopolähnliches Recht handelt. Monopole stehen aber grundsätzlich im Widerspruch zu einem ungehinderten Wettbewerb der Marktteilnehmer, einer der wichtigsten Komponenten der seit Alfred Müller-Armack in der Bundesrepublik Deutschland geltenden und allgemein anerkannten freien und sozialen Marktwirtschaft. Monopole behindern einen freien Wettbewerb, weil sie einen einzelnen Marktteilnehmer, nämlich den Monopolinhaber, gegenüber anderen Marktteilnehmern bevorteilen. Eine Rechtfertigung der Patentgewährung wird daher von den Anhängern der positiven Patenttheorien (siehe oben) generell für notwendig erachtet.

## Historische Ursprünge der negativen Patenttheorie
Die historischen Wurzeln einer negativen Haltung zum Patentschutz reichen zurück bis in das Anfangsstadium des deutschen Patentsystems in der ersten Hälfte des 19. Jahrhunderts: Als sich (nach allerersten Anfängen im feudalherrlichen Privilegienwesen des 14. Jahrhunderts) von den deutschen Territorien als erstes Preußen im Jahre 1815 ein Patentgesetz schuf, war die Idee des Patentschutzes zunächst von einer Woge der Begeisterung getragen. Allerdings war die Epoche auch gleichzeitig von der gerade errungenen Gewerbefreiheit geprägt, mit der es die deutschen Nationalökonomen schon bald als einen unvereinbaren Gegensatz empfanden, Erfindern ein Patentrecht zu verleihen. In der Folge kam es 1868 unter Bismarck wieder zu einem völligen Wegfall des Patentwesens, der beinahe zwangsläufig eine Abwanderung zahlreicher deutscher Erfinder ins Ausland einleitete. Dies führte schließlich zu einem erheblichen wirtschaftlichen Rückgang in den deutschen Ländern im Vergleich zu anderen europäischen Staaten, insbesondere zu England. Dass es dann – 1877 – letztlich doch noch zum ersten einheitlichen deutschen Patentgesetz kam, war der Einsichtsfähigkeit, Flexibilität und Kompromissbereitschaft der Politik und der Vertreter der Wirtschaft zu verdanken.
Der sich in jüngerer Zeit (in der ersten Hälfte des 20. Jahrhunderts) ausbreitende Neoliberalismus griff die merkantilistischen Ideen des 19. Jahrhunderts wieder auf, propagierte eine Wettbewerbstheorie des polypolen Wettbewerbs bei völlig freier Konkurrenz und betrachtete demgemäß den Patentschutz als wesensfremdes Element im Wettbewerb. Ein prominenter Vertreter jener nationalökonomischen Bewegung war Walter Eucken, der zwar nicht eine völlige Abschaffung des Patentsystems, wenigstens aber dessen „Lockerung“, etwa durch Verkürzung der Patentlaufzeit und den Ausbau des Rechtsinstituts der Zwangslizenz forderte. Radikaler äußert sich G. Gather, ein Vertreter der neoliberalen sogenannten Freiburger Schule, wenn er sagt: „Es genügt, von den störenden, hemmenden oder zersetzenden Wirkungen der Patentgesetzgebung auszugehen.“

## Argumentation der negativen Patenttheorie
Die Grundthese der Verfechter der negativen Patenttheorie basiert auf der Vorstellung, Patente seien Monopolen gleichzusetzen. Monopole richteten Schaden bei den Verbrauchern an, weil diese für die patentgeschützten Produkte höhere Preise zahlen müssten als dies – laut Statistiken – in Anbetracht der den Herstellern für die Entwicklung von neuen Erfindungen entstehenden Kosten gerechtfertigt sei. Im Übrigen laufen, was ja auch unstreitig ist, Monopole der Idee des freien Marktes zuwider und wirken sich demzufolge negativ auf den Wettbewerb aus.
Den Anhängern der (positiven) Belohnungstheorie, die zur Rechtfertigung des Patentschutzes anführen, der Erfinder müsse für seine soziale Leistung (die Erfindung) eine „Belohnung“ (in Gestalt eines Patents) erhalten, wird die These entgegengehalten, jemand müsse nicht dafür belohnt werden, dass er – mehr oder weniger zufällig – einen technischen Gedanken als erster offenbare, der in Wirklichkeit aus dem Gesamtwissen der Gesellschaft entsprungen sei. Außerdem handele es sich häufig um „zufällige Erfindungen und unbedeutende Kunstgriffe“, die allzu leicht den Eifer anderer lahmlegen könnten und daher ungerecht seien. Auch wird der Belohnungstheorie entgegnet, dass aus ihr keineswegs zwingend ein sich auf Ausschließlichkeitsrechte stützendes Patentsystem folgen müsse. Es genüge vielmehr, dem Erfinder Anerkennung und einen Vergütungsanspruch gegenüber dem Staat zuteilwerden zu lassen.
Der – zukunftsorientierten – (positiven) Anspornungstheorie, wonach der Erfinder durch die Gewährung eines Patents zu (weiteren) Erfindungsaktivitäten motiviert werde, setzen die Vertreter der negativen Patenttheorie die These entgegen, das Patentsystem möge zwar gewisse Anreize für Investitionen in Forschung und Entwicklung geben. Wirtschaftspolitisch sei es aber wirksamer, auf ein Patentsystem zu verzichten und stattdessen Forschung und Entwicklung durch Steuern zu finanzieren. Von manchen Anhängern der negativen Patenttheorie wird ein Anspornungseffekt sogar gänzlich infrage gestellt. Es sei vielmehr – umgekehrt – so, dass ein Hersteller, sobald er ein Patent besitze, gerade nicht mehr zu weiteren Verbesserungen seines Produkts motiviert werde.
Der (positiven) Umgehungstheorie, die besagt, dass durch Patente wertvolle Umgehungslösungen initiiert werden, die dann der Allgemeinheit zugutekommen, wird von der negativen Patenttheorie die These entgegengehalten, dass derartige Umgehungserfindungen nicht optimal seien und damit den Marktteilnehmern nicht gedient sei.